# Procola-arrest
Het Procola-arrest (NJ 1995, 667) is een arrest dat in 1995 gewezen is door het Europees Hof voor de Rechten van de Mens.

## Casus
Het betrof een zaak die de zuivelcoöperatie Procola tegen de staat Luxemburg had aangespannen over de jaarlijkse melkquota. 

## Uitspraak
Teneur van het arrest Procola is, dat de dubbelrol van de Luxemburgse Raad van State – die én over wetgeving adviseert én recht spreekt – in strijd komt met de eis van een onpartijdige rechter van art. 6 EVRM. 

## Werking
Het arrest was behalve voor Luxemburg ook voor Nederland en België van belang omdat de Raad van State in Nederland en de Raad van State in België een soortgelijke dubbelrol vervulden. In Nederland leidde het tot een beleidswijziging bij de Raad van State waardoor voortaan gewaarborgd kan worden dat rechters niet oordelen over de zaken waarover zij eerder geadviseerd hebben. Op grond hiervan kwam het bij het latere arrest in de zaak Kleyn c.s. tegen Nederland, naar aanleiding van gevolgde procedures bij de vaststelling van het tracébesluit voor de Betuweroute, niet tot een veroordeling.